# St Mary-le-Bow
Koordinaten: 51° 30′ 50″ N, 0° 5′ 37″ W

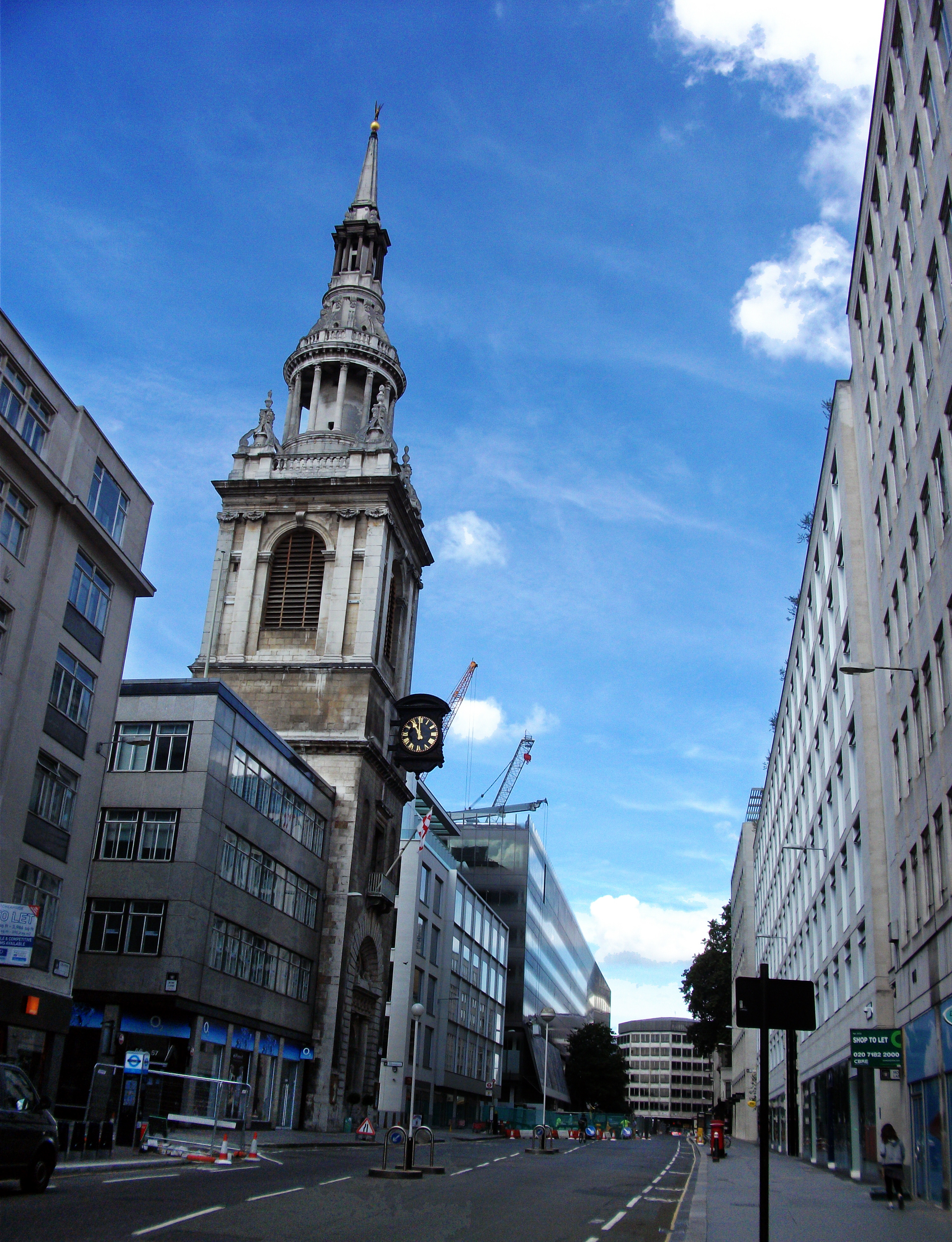
St Mary-le-Bow, 2010

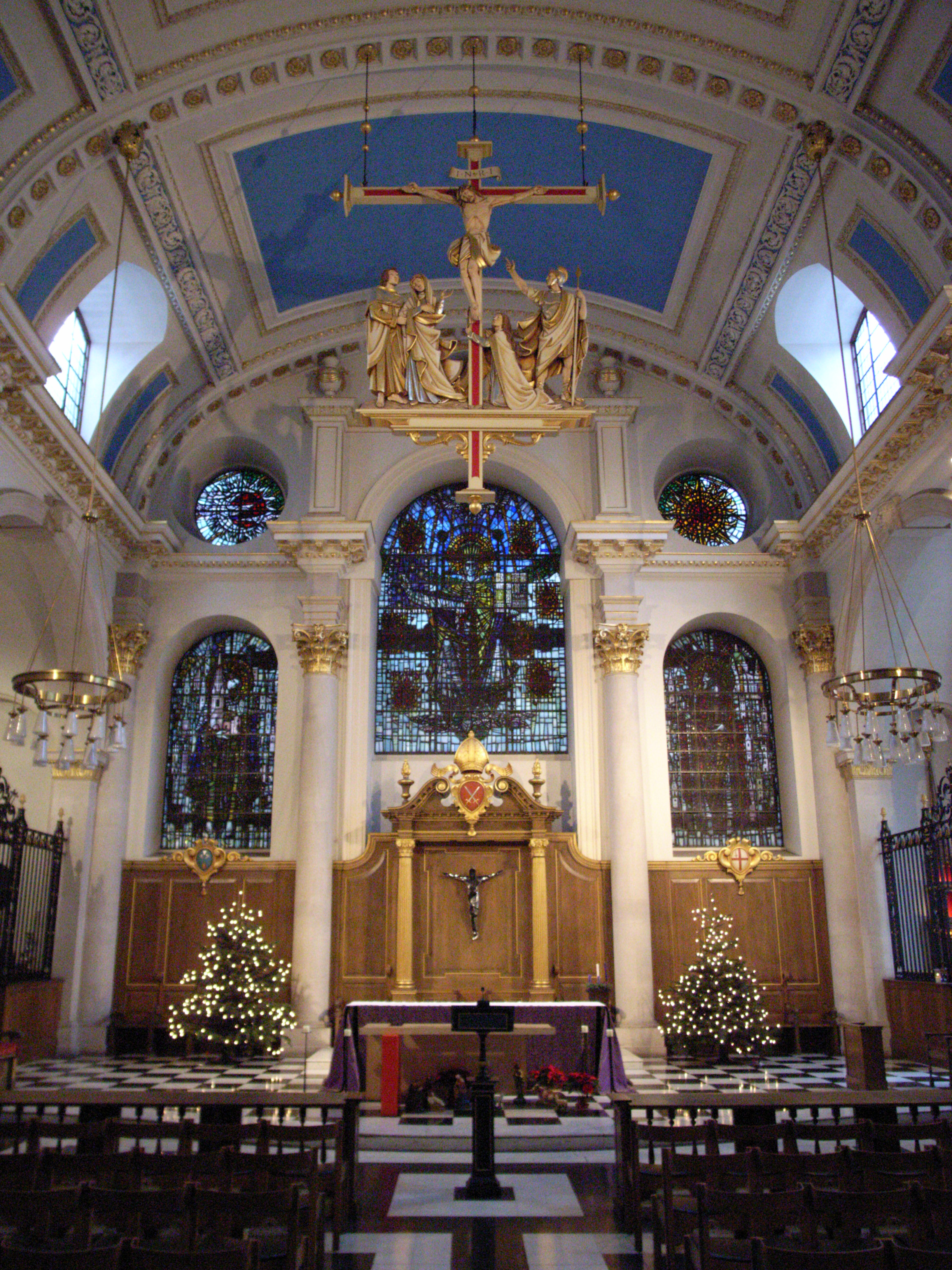
St Mary-Le-Bow Innenraum

St Mary-le-Bow ist ein anglikanisches Kirchengebäude in der City of London an der Cheapside.

## Geschichte
Ein erster, archäologisch nachgewiesener angelsächsischer Kirchenbau an dieser Stelle wurde im Jahr 1091 in einem Unwetter zerstört und durch einen Neubau im normannischen Stil, Sancta Maria de Arcubus, ersetzt, für den seine zwei Bögen (lat. arcus, engl. bow) namensgebend waren. Der Kirchturm war prägend für die Silhouette Londons und die Glocken, die berühmten Bow Bells, verkündeten den Beginn der Sperrstunde in der Stadt. Das Gebäude wurde im Großen Feuer von London 1666 zerstört.
Die Kirche, die als zweitwichtigste Kirche nach St Paul’s Cathedral galt, wurde nach Plänen von Sir Christopher Wren von 1671 bis 1673 neu gebaut. Der Kirchturm wurde 1680 fertiggestellt. Wie ihr mittelalterlicher Vorgängerbau wurde auch der Kirchenneubau über quadratischem Grundriss errichtet, in dem seitliche Dreierarkaden mit vorgelegten korinthischen Halbsäulen und ein in Holz ausgeführtes und stuckiertes Tonnengewölbe einen gerichteten Binnenraum mit schmalen Seitenschiffen ausbilden. Das im Stil des englischen Barockklassizismus ausgeführte Bauwerk bezieht sich explizit auf Bauwerke der antiken Architektur, die durch zeitgenössische Publikationen bekannt waren.  So ist als unmittelbares Vorbild für die Innenraumlösung die römische Maxentiusbasilika belegt. Den Turm bekrönt eine Kopie des Vestatempels in Rom, überhöht von einem Aufbau, der das Mausoleum von Halikarnassos nachbildet und mit einem Obelisken abschließt.

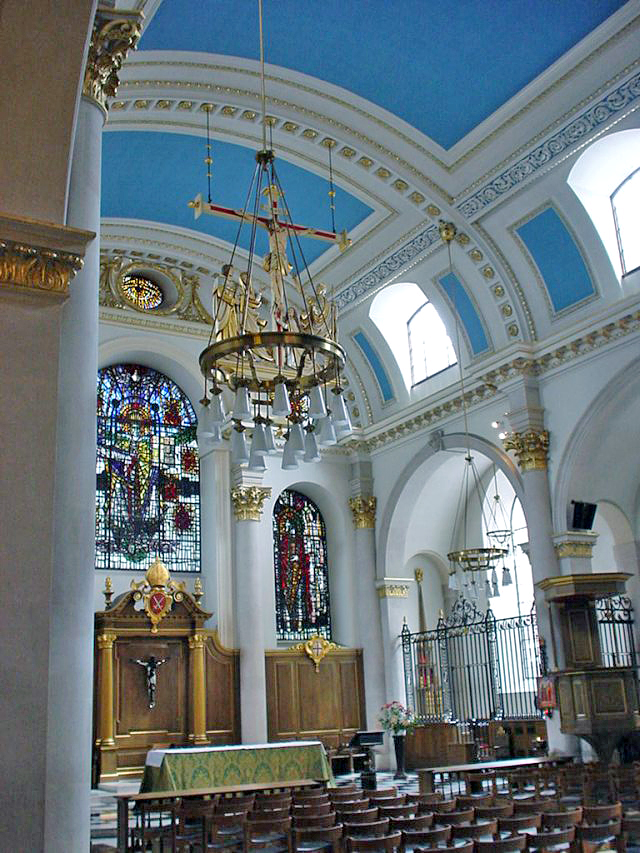
Innenraum Südseite
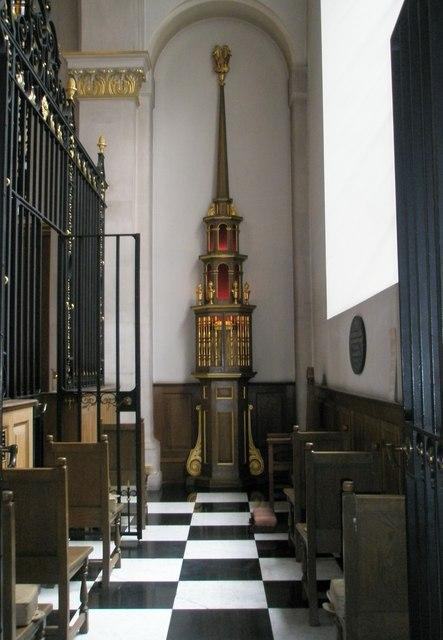
Seitenkapelle
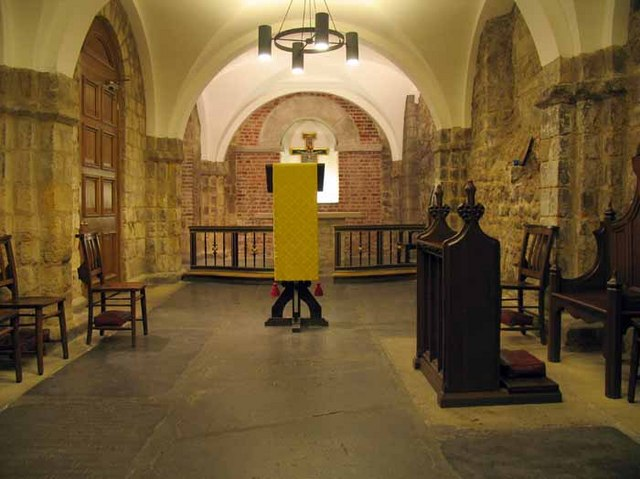
Krypta

## Orgel

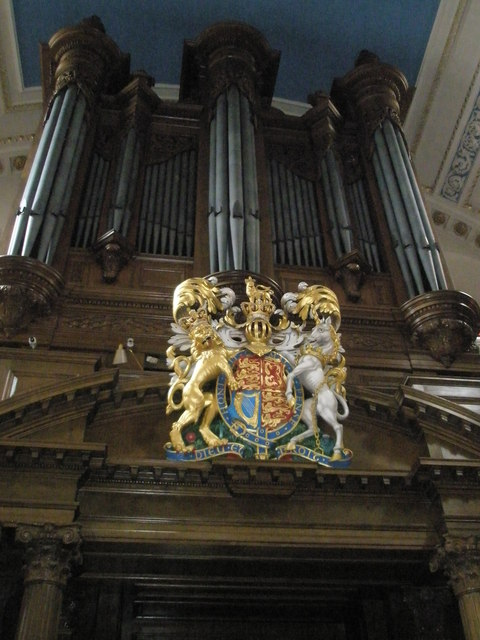
Blick auf den Orgelprospekt

Die Orgel wurde 2010 von dem Orgelbauer Kenneth Tickel (Northampton) erbaut, wobei zwei Register des Vorgängerinstruments wiederverwendet wurden. Das Orgelgehäuse stammt aus dem Jahre 1964; es war für das Vorgängerinstrument der Orgelbaufirma Rushworth & Dreaper's erbaut worden und ist in Anlehnung an Orgeln des 18. Jahrhunderts aus der Werkstatt der Orgelbauerfamilie Silbermann gestaltet worden. Entsprechend der Gehäusegestaltung ist auch das Instrument selbst im französisch-romantischen Stil disponiert. Die Orgel hat 31 Register auf zwei Manualen und Pedal. Die Spieltrakturen sind mechanisch, die Registertrakturen elektrisch.
| I Great C–a3 |                  |     |
| 1.           | Bourdon          | 16′ |
| 2.           | Open Diapason    | 8′  |
| 3.           | Stopped Diapason | 8′  |
| 4.           | Gamba            | 8′  |
| 5.           | Principal        | 4′  |
| 6.           | Spitz Flute      | 4′  |
| 7.           | Fifteenth        | 2′  |
| 8.           | Cornet III       |     |
| 9.           | Furniture IV     |     |
| 10.          | Trumpet          | 8′  |
| 11.          | Cromorne         | 8′  |
|              | Tremulant        |     |

| II Swell C–a3 |                |        |
| 12.           | Chimney Flute  | 8′     |
| 13.           | Viola          | 8′     |
| 14.           | Voix Celeste   | 8′     |
| 15.           | Principal      | 4′     |
| 16.           | Traverse Flute | 4′     |
| 17.           | Nasard         | 2 ⁄3′  |
| 18.           | Open Flute     | 2′     |
| 19.           | Tierce         | 1 3⁄5′ |
| 20.           | Larigot        | 1 ⁄3′  |
| 21.           | Mixture III-IV |        |
| 22.           | Bassoon        | 16′    |
| 23.           | Trumpet        | 8′     |
| 24.           | Hautboy        | 8′     |
|               | Tremulant      |        |
|               | Bow Bells      |        |

| Pedal C–f1 |            |     |
| 25.        | Sub Bass   | 16′ |
| 26.        | Violone    | 16′ |
| 27.        | Principal  | 8′  |
| 28.        | Open Flute | 8′  |
| 29.        | Octave     | 4′  |
| 30.        | Trombone   | 16′ |
| 31.        | Trumpet    | 8′  |

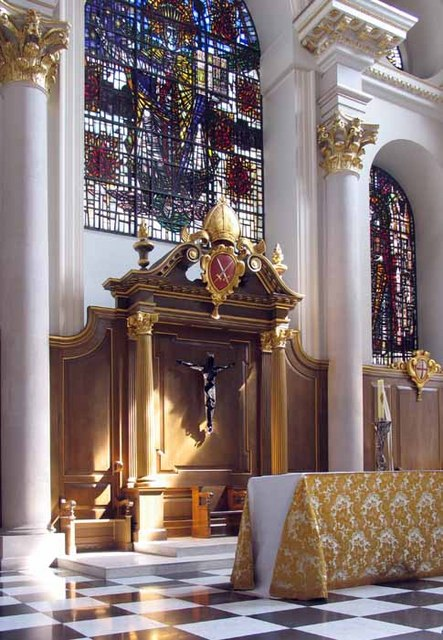
Hochaltar
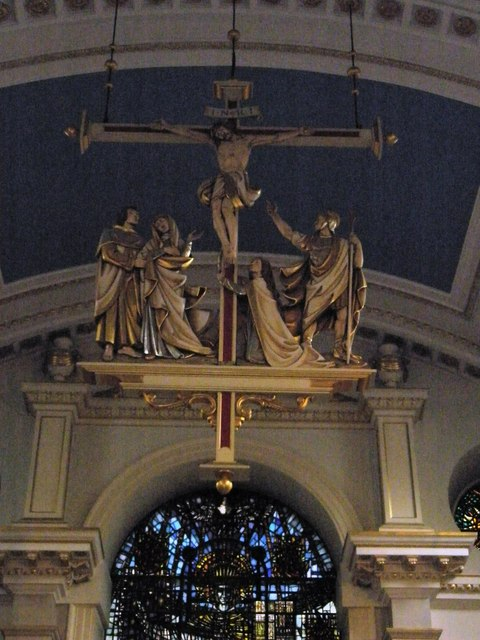
Kruzifix über Hauptaltar
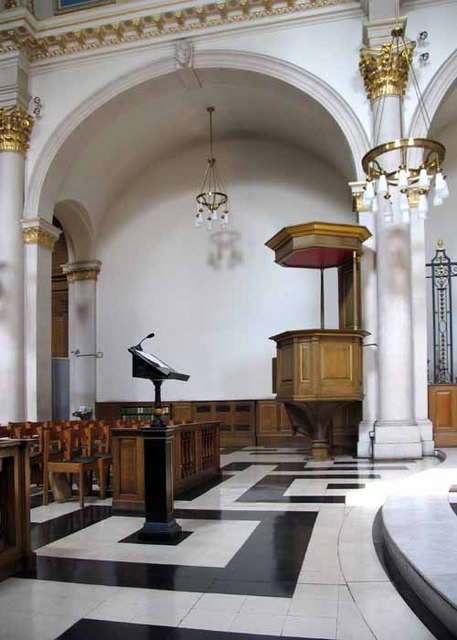
Blick auf die Kanzel
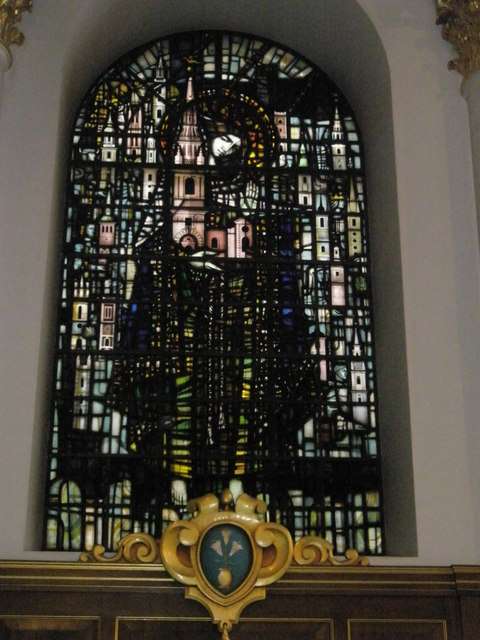
Fenster
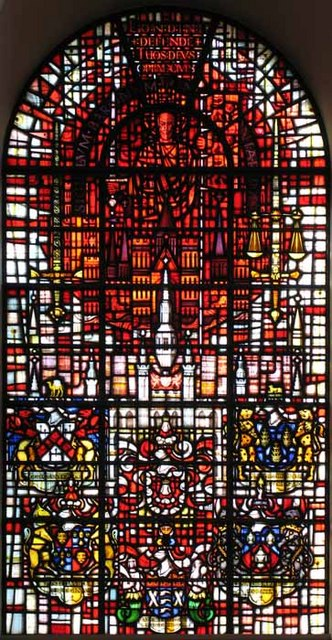
Fenstergestaltung

## Glocken
Es heißt, dass nur, wer in der Hörweite der Glocken von St Mary-le-Bow geboren wurde, ein echter Cockney – ein wahrer Londoner – ist. Die Kirche wurde ebenso wie die Glocken bei einem deutschen Luftangriff auf London am 10. Mai 1941 zerstört. 1956 wurde mit dem Wiederaufbau begonnen. Die Kirche wurde 1964 wiedergeweiht. Die Glocken wurden 1956 von der Gießerei Mears & Stainbank gegossen.
| Glocke | Ton |
| ------ | --- |
| 1      | G   |
| 2      | F   |
| 3      | E   |
| 4      | D   |
| 5      | C   |
| 6      | B   |
| 7      | A   |
| 8      | G   |
| 9      | F   |
| 10     | E   |
| 11     | D   |
| 12     | C   |

Eine Aufnahme der Glocken aus dem Jahr 1926 wird seit 1940 vom BBC World Service als Pausenzeichen bei englischsprachigen Sendungen auch heute noch verwendet.